# Dixonius mekongensis
Dixonius mekongensis — вид ящірок з родини геконових (Gekkonidae). Описаний у 2021 році.

## Поширення
Ендемік Таїланду. Виявлений в окрузі Хонг Чіам в провінції Убонратчатхані на сході країни неподалік кордону з Лаосом.